# Грейт-Йелдем
Грейт Йелдем (англ. Great Yeldham) — деревня в Англии, графство Эссекс. Грейт Йелдем находится в десяти километрах от границы с графством Саффолк. Среди близлежащих деревень и городов числятся: Литл Йелдем, Топпесфилд, Стамберн, Риджвелл. Деревня располагается рядом с оживленной трассой A1017, которая связывает такие крупные города, как Брейнтри и Хаверхилл. Приходская церковь деревни насчитывает 726 прихожан, и имеет в своих владениях 4046 км² земли.

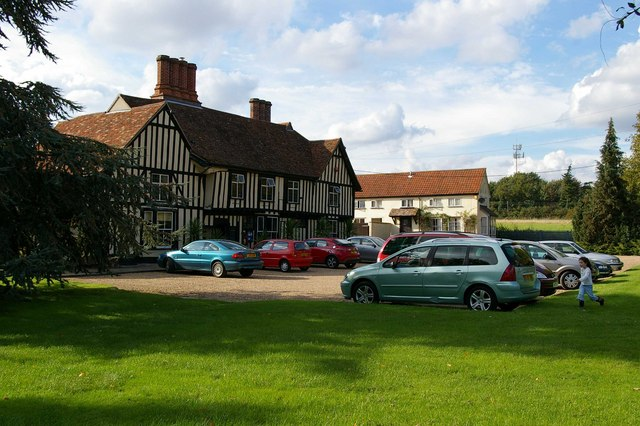
Отель «Белый Олень» в Грейт Йелдеме